# آنتونی والاس (فوتبال)
آنتونی والاس (انگلیسی: Anthony Wallace؛ زادهٔ ۲۶ ژانویهٔ ۱۹۸۹) یک بازیکن فوتبال اهل ایالات متحده آمریکا است.
وی همچنین در تیم ملی فوتبال ایالات متحده آمریکا بازی کرده است.